# Koczka Pál
Koczka Pál (Budapest, 1939. március 22. – 2016. június 18. vagy előtte) válogatott magyar kosárlabdázó.

## Élete
1957-ben a budapesti Eötvös József Gimnáziumban érettségizett. 1961 és 1969 között a Bp. Honvéd kosárlabdázója volt, ahol nyolc bajnoki címet nyert sorozatban a csapattal és öt magyar kupa győzelmet ért el. 1963 és 1965 között 52 alkalommal szerepelt a magyar válogatottban. 1963-ban negyedik lett a válogatottal a wrocławi Európa-bajnokságon. Tagja volt az 1964-es tokiói olimpián 13. helyezést elért csapatnak.

## Sikerei, díjai
Magyarország
- Olimpiai játékok
  - 13.: 1964, Tokió
- Európa-bajnokság
  - 4. 1963, Wrocław

 Bp. Honvéd
- Magyar bajnokság
  - bajnok (8): 1961–62, 1962–63, 1964, 1965, 1966, 1967, 1968, 1969
- Magyar kupa (MNK)
  - győztes (5): 1962, 1963, 1966, 1967, 1968
  - döntős: 1965